# 維克·拉斯奇
維克多·約翰·安傑羅·拉斯奇（英語：Victor John Angelo Raschi, 1919年3月28日—1988年10月14日），為美國職棒大聯盟隊的投手。曾效力於洋基、紅雀與運動家等隊。他與艾利·雷諾斯、艾迪·洛培特組成了1940-50年代洋基隊的三大王牌投手陣容。
另外，他在紅雀擔任投手時，被當時新秀漢克·阿倫擊出了生涯首轟。

## 職業生涯

### 紐約洋基
拉斯奇於1946年9月23日初登板，在洋基隊(1946-1953)的這段期間，他投出120勝50敗。1950年，他投出21勝8敗，勝率7成24為當時美聯最高。1951年，他投出164K拿下三振王。
1953年8月3日，拉斯奇單場打出7分打點，為美聯投手單場打擊紀錄。

### 生涯後期
1954年2月24日，拉斯奇被交易至紅雀隊。1955年季中被交易至運動家，這期間他只投出12勝16敗。
1954年8月23日，未來的全壘打王漢克·阿倫在當時面對拉斯奇擊出生涯首轟。而早在8天前，拉斯奇就被他擊出生涯首安。

## 退休之後
在退休後，他在Geneseo州立大學經營飲料店，並同時擔任棒球隊的教練。1975年，該大學建立拉斯奇棒球場，現今做為壘球場。1988年，拉斯奇於格羅夫蘭去世。

## 外部連結
- 球員資訊和成績在MLB，ESPN，Retrosheet ，Baseball Reference ，Fangraphs，The Baseball Cube ，Baseball Almanac （英文）